# 오카모토 나츠미
오카모토 나츠미(일본어: 岡本 夏美, 1998년 7월 1일~)는 일본의 여자 배우이자, 패션 모델이다.
그녀는 2011년 잡지 Love Berry 오디션에서 그랑프리를 수상했고, 2012년까지 전속 모델이 되었으며, 이후에는 잡지 Nicola의 전속 모델로 활동했다.
또한 2014년에는 GTO에 출연하면서 주목을 받아 여배우로서의 인지도 또한 높이게 되었다.

## 출연 작품

### 영화
- 2021년 극장판 카케구루이2: 절체절명의 러시안 룰렛 - 니시노토인 유리코 역